# Estadio Municipal Rubén Marcos Peralta
El Estadio Municipal Rubén Marcos Peralta es un estadio de fútbol que se ubica en la ciudad de Osorno, Chile.
El estadio tiene capacidad para 11 000 personas, las personas cubiertas por techo alcanzan un 80% (siendo el de mayor porcentaje de todo el país antes de construirse los estadios bicentenario) y en él se disputan los partidos en que el equipo Provincial Osorno juega como local.

## Historia
El estadio fue inaugurado en el año 1940 con el nombre de Estadio Municipal Parque Schott.
Posteriormente durante agosto de 2006, se iniciaron trabajos de instalación de pasto sintético, siendo el 14 de noviembre inaugurada la cancha bajo el nuevo nombre de "Rubén Marcos", en homenaje al gran mediocampista osornino que se hiciera famoso por su participación en la Universidad de Chile y en la Selección Chilena en la década de los 60, siendo uno de los goleadores de la Selección Chilena en los Mundiales de fútbol.
En el año 2010, se iniciaron los trabajos de remodelación del sector conocido como "El Morro", incluye la reposición total de las graderías, lugar donde se construirán graderías de hormigón armado, el cual es más resistente a vibraciones y movimientos, conexión de este lugar con ambos codos de las galerías (aunque no incluirá marquesina por un tema climático), servicios higiénicos para damas y varones, además de un pequeño local de ventas que será ofrecido a concesión y una sala multiuso.
Posteriormente se reabrió el sector Morro del estadio el 28 de agosto de 2011, en un partido que se disputó Provincial Osorno ante Iberia el domingo a las 15:30 horas en el Estadio Rubén Marcos Peralta, en el marco del inicio de la segunda rueda de la liguilla por el ascenso en la Zona Sur. Provincial Osorno gana 1-0 a Deportes Iberia. El delantero Miguel Ojeda marcó en el minuto 89 del compromiso en el Rubén Marcos.